# Port lotniczy Sliač
Port Lotniczy Sliač (nazwa historyczna: Tri duby) – lotnisko w centralnej Słowacji, położone w Kotlinie Zwoleńskiej, w miejscowości Sliač, ok. 7 km na północ od Zwolenia.

## Historia
W czasie słowackiego powstania narodowego Tri duby były najważniejszym lotniskiem sił powstańczych. Jego komendantem w tym czasie był Belo Kubica. Z lotniska utrzymywana była komunikacja z zapleczem powstania na wyzwolonych terenach Związku Radzieckiego, na nim też stacjonowało lotnictwo powstańcze.
Od agresji na Czechosłowację w 1968 r. do roku 1991 mieściła się tu baza i stacjonowało lotnictwo Środkowej Grupy wojsk radzieckich.

## Współczesność
Port obsługuje głównie dwa – położone w pobliżu lotniska – miasta: Bańską Bystrzycę i Zwoleń. Z lotniska wykonywane były regularne kursy do Pragi obsługiwane przez Czech Airlines, a poza tym loty czarterowe. Do lotniska można dotrzeć drogą krajową nr 69.